# Palazzo di San Callisto

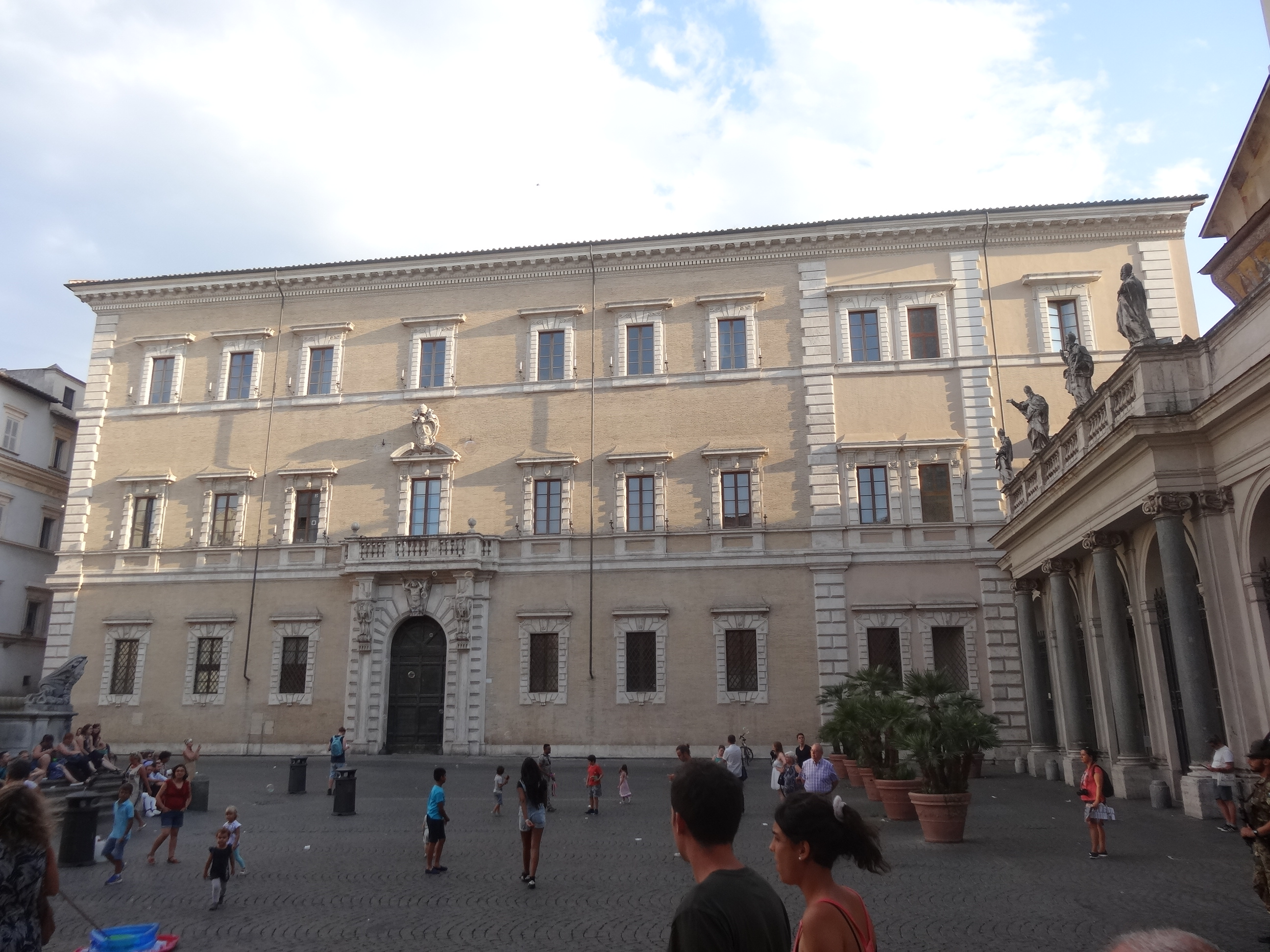
Palazzo di San Callisto – Fassade an der Piazza Santa Maria

Der Palazzo di San Callisto ist ein barocker Palast im römischen Stadtteil Trastevere und gehört zum exterritorialen Gebiet des Heiligen Stuhls. Der Palast steht am zentralen Platz des Stadtteils, der Piazza di Santa Maria in Trastevere, und grenzt direkt an die Kirche Santa Maria in Trastevere.
Im Hof des Palastes befindet sich der Brunnen, in dem der Hl. Calixt I. (italienisch San Callisto) sein Martyrium erlitten haben soll.

## Geschichte

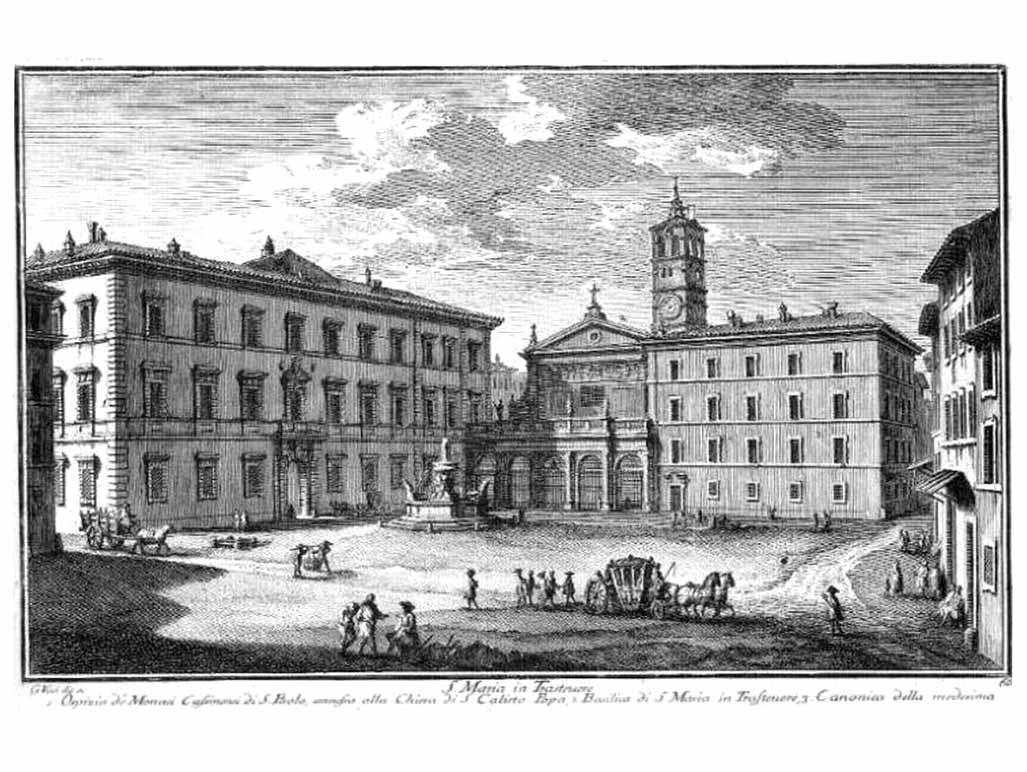
Der Palazzo di San Callisto links neben Santa Maria in Trastevere, Stich von Giuseppe Vasi, Mitte des 18. Jahrhunderts

Der Palast war ursprünglich der Sitz der Kardinalpriester von Santa Maria in Trastevere und wurde im 16. Jahrhundert von Kardinal Morone erneuert.
Paul V. wandelte den Palast in ein zur Kirche San Callisto gehörendes Kloster um, das er den Benediktinern gab, die wegen der Erweiterung des Quirinalspalastes hierher umziehen mussten. Das Kloster übernahm den Namen der angrenzenden kleinen Kirche und bewahrte ihn bis heute. 1610–1618 wurden sowohl Kirche als auch Kloster von Orazio Torrigiani erneuert. Dessen Fassade beherrscht noch heute die Piazza di Santa Maria in Trastevere. Der Flügel zur Piazza San Callisto wurde 1936 von Giuseppe Momo neu errichtet.
Gemäß dem 1929 unterzeichneten Lateran-Vertrag gehört der ganze Palastbereich zum Heiligen Stuhl.

## Nutzung
Heute sind im Palazzo di San Callisto das Dikasterium für die ganzheitliche Entwicklung des Menschen und eine Reihe anderer katholischer Organisationen, die zum Teil oder direkt mit dem Heiligen Stuhl verbunden sind, untergebracht.